# Маричев, Олег Игоревич
Олег Игоревич Маричев (род. 7 сентября 1945, Великие Луки) — советский и американский математик, доктор физико-математических наук. Автор справочников по интегралам.

## Биография
Олег Игоревич Маричев родился 7 сентября 1945 в Великих Луках. В 1949 году переехал с родителями в Минск. Выпускник математического факультета Белорусского государственного университета. С 1968 года по 1975 год работал на кафедре теории функций и функционального анализа математического факультета Белорусского государственного университета (до 1973 кафедра называлась кафедрой математического анализа). В 1973 году защитил диссертацию на звание кандидата физико-математических наук (тема — «Краевая задача Трикоми для некоторых уравнений смешанного типа и интегральные уравнения со специальными функциями в ядрах»).
В 1975 году кафедра теории функций и функционального анализа была разделена на кафедру теории функций и кафедру функционального анализа. С 1975 года по 1990 год работал на кафедре теории функций. В 1976 присуждено звание доцента. В 1990 году защитил докторскую диссертацию в Йенском университете по теме «Функции гипергеометрического типа и некоторые их приложения к интегральным и дифференциальным уравнениям».
В 1990 году переехал в США. Работает в Wolfram Research по приглашению.

## Достижения
Является автором справочников по интегралам.
Автор оригинального метода вычисления интегралов от специальных функций, основанного на преобразовании Меллина.
Подготовил 6 кандидатов наук.

## Научные труды
- Прудников А. П., Брычков Ю. А., Маричев О. И. Интегралы и ряды. Элементарные функции. — М.: Наука, 1981.
- Прудников А. П., Брычков Ю. А., Маричев О. И. Интегралы и ряды. Специальные функции. — М.: Наука, 1983.
- Прудников А. П., Брычков Ю. А., Маричев О. И. Интегралы и ряды: Специальные функции. Дополнительные главы. — М.: Наука, 1986.
- Самко С. Г., Килбас А. А., Маричев О. И. Интегралы и производные дробного порядка и некоторые их приложения. — Минск: Наука и техника, 1987. — 688 с.